# 島田雅彦
島田 雅彦（しまだ まさひこ、1961年3月13日 - ）は、日本の小説家。法政大学国際文化学部教授。

## 来歴
東京都に生まれ、1965年に川崎市へ転居。神奈川県立川崎高等学校を経て、1984年に東京外国語大学外国語学部ロシア語学科卒業。デビュー前までのペンネームは埴谷雄高の小説『死霊』の登場人物である首猛夫にあやかり、首猛彦としていた。
大学在学中の1983年、『海燕』掲載の『優しいサヨクのための嬉遊曲』でデビュー、芥川龍之介賞の候補となる。左翼を「サヨク」と表記した最初の人間。1984年、『夢遊王国のための音楽』で野間文芸新人賞受賞。『僕は模造人間』（1986年4月）、『ドンナ・アンナ』（1986年9月）、『未確認尾行物体』（1987年）と、郊外の新興住宅を舞台にした若年層の生活を描く作風で、新世代の作家として注目を浴びたほか、戯曲活動も行った。
オペラに造詣が深く、エッセイやデビュー作にも西洋クラシック音楽が出現する。1987年までに6度の芥川賞候補になった。長編『夢使い レンタルチャイルドの新二都物語』（1989年）を完成後、1991年にソビエト、チベット、ケニア、ジャマイカと、世界各地を放浪。
1991年、湾岸戦争への自衛隊派遣に抗議し、柄谷行人、中上健次、津島佑子、田中康夫らとともに『湾岸戦争に反対する文学者声明』を発表した。
1992年、『彼岸先生』で泉鏡花文学賞を受賞。
1993年、既成の文学賞への反発から瞠目反（アンチ）文学賞を主催、第1回の受賞作に奥泉光『ノヴァーリスの引用』を選ぶが、これは一度きりの開催であった。
2003年には「自らの代表作とすべく書いた」という『無限カノン3部作』（『彗星の住人』『美しい魂』『エトロフの恋』）を完成。『彗星の住人』はその後『Jr.バタフライ』として2004年にオペラ化され、台本を島田自身が担当、三枝成彰が作曲する。『Jr.バタフライ』は2006年にイタリアのトッレ・デル・ラーゴで毎年開催されるプッチーニ・フェスティバルで島田自身の演出で再演された。三枝とは、オペラ『忠臣蔵』やカンタータ『天涯。』、『太鼓について』、NHK全国合唱コンクール高校部門の課題曲「また、あした」などの音楽作品を手がけた。
1998年に近畿大学文芸学部助教授に就任、2003年からは法政大学国際文化学部教授。2000年から2007年まで三島由紀夫賞選考委員を務めた。2000年に詩のボクシングに参加、第4回世界ライト級王座決定戦で平田俊子を破り王者となる。翌年の第5回世界ライト級王座決定戦でもサンプラザ中野の挑戦を破り王者を防衛する。2006年、『退廃姉妹』で伊藤整文学賞を受賞、2008年、『カオスの娘』で芸術選奨文部科学大臣賞受賞。2010年下半期より芥川賞選考委員となる。2016年、『虚人の星』で毎日出版文化賞受賞。

## 人物
2022年9月18日に日本共産党創立100周年記念講演会に談話を寄稿し、今後も日本共産党を支持すると表明している。

## 受賞歴
- 1984年 - 第6回野間文芸新人賞（『夢遊王国のための音楽』）[12]
- 1992年 - 第20回泉鏡花文学賞（『彼岸先生』）[12]
- 2006年 - 第17回伊藤整文学賞（『退廃姉妹』）[12]
- 2008年 - 第58回芸術選奨文部科学大臣賞（『カオスの娘』）[12]
- 2016年 - 第70回毎日出版文化賞（『虚人の星』）[12]
- 2020年 - 第71回読売文学賞（『君が異端だった頃』）[12]
- 2022年 - 紫綬褒章[13][14]

## 著作

### 小説
- 『優しいサヨクのための嬉遊曲』（短編集、福武書店、1983年 のち文庫、新潮文庫）
- 『亡命旅行者は叫び呟く』（福武書店、1984年 のち文庫）
- 『夢遊王国のための音楽』（中短編集、福武書店、1984年 のち文庫、講談社文芸文庫）
- 『天国が降ってくる』（福武書店、1985年 のち文庫、講談社文芸文庫）
- 『僕は模造人間』（新潮社、1986年 のち文庫）
- 『ドンナ・アンナ』（短編集、新潮社、1986年 のち文庫）
- 『未確認尾行物体』（文藝春秋、1987年 のち文庫）
- 『夢使い レンタルチャイルドの新二都物語』（講談社、1989年 のち文庫）
- 『ロココ町』（集英社 1990年 のち文庫）
- 『アルマジロ王』（短編集、新潮社 1991年 のち文庫）
- 『預言者の名前』（岩波書店、1992年 のち新潮文庫）
- 『彼岸先生』（福武書店、1992年 のち新潮文庫）
- 『忘れられた帝国』（毎日新聞社、1995年 のち新潮文庫）
- 『流刑地より愛をこめて』（中央公論社、1995年／新潮文庫版で『やけっぱちのアリス』と改題）
- 『そして、アンジュは眠りにつく』（短編集、新潮社 1996年 のち文庫）
- 『浮く女 沈む男』（朝日新聞社 1996年 のち文庫）
- 『内乱の予感』（朝日新聞社 1998年 のち文庫）
- 『君が壊れてしまう前に』（角川書店 1998年 のち文庫、ピュアフル文庫）
- 『子どもを救え!』（文藝春秋 1998 のち集英社文庫）
- 『自由死刑』（集英社、1999年 のち文庫）
  - 関西テレビ放送製作火曜ドラマ『あしたの、喜多善男〜世界一不運な男の、奇跡の11日間〜』の原案。島田も最終話に映画監督役で出演。
- 無限カノン三部作
  - 『彗星の住人』（新潮社 2000年 のち文庫）
  - 『美しい魂』（新潮社 2003年 同）
  - 『エトロフの恋』（新潮社 2003年 同）
- 『フランシスコ・X』（講談社 2002年 のち文庫）
- 『自由人の祈り 詩集』（前半詩集・後半エッセイ集　思潮社 2002年）
- 『溺れる市民』（短編集、河出書房新社、2004年 のち文庫）
- 『退廃姉妹』（文藝春秋、2005年 のち文庫）
- 『エリコ』（絵本 インデックス・コミュニケーションズ 2006年）
- 『カオスの娘 シャーマン探偵ナルコ』（集英社 2007年 のち文庫）
- 『佳人の奇遇』（講談社 2007年 のち文庫）
- 『徒然王子』第1 - 2部（朝日新聞出版 2008‐2009年）
- 『悪貨』（講談社 2010年 のち文庫）
  - WOWOWで連続ドラマ化（2014年11月23日 - 、全5話）[15]
- 『英雄はそこにいる』（集英社 2012年 のち文庫）
- 『傾国子女』（文藝春秋、2013年）
- 『ニッチを探して』（新潮社 2013年 のち文庫）
- 『往生際の悪い奴』（日本経済新聞出版社 2014年）
- 『暗黒寓話集』（文藝春秋 2014年）
- 『虚人の星』（講談社 2015年 のち文庫）
- 『カタストロフ・マニア』（新潮社 2017年 のち文庫）
- 『絶望キャラメル』（河出書房新社 2018年）
- 『君が異端だった頃』（集英社 2019年）
- 『人類最年長』（文藝春秋 2019年）
- 『スノードロップ』（新潮社 2020年）
- 『スーパーエンジェル』（講談社 2021年）
- 『パンとサーカス』（講談社 2022年）
- 『時々、慈父になる。』（集英社 2023年）
- 『大転生時代』（文藝春秋 2024年）

### 選集
- 『島田雅彦芥川賞落選作全集 上』（河出文庫 2013年）
  - 収録作：「優しいサヨクのための嬉遊曲」「亡命旅行者は叫び呟く」「夢遊王国のための音楽」
- 『島田雅彦芥川賞落選作全集 下』（河出文庫 2013年）
  - 収録作：「僕は模造人間」「ドンナ・アンナ」「未確認尾行物体」
- 『ミイラになるまで 島田雅彦初期短篇集』（講談社文芸文庫 2015年）
  - 収録作：「観光客」「聖アカヒト伝」「ある解剖学者の話」「砂漠のイルカ」「アルマジロ王」「断食少年・青春」「ミイラになるまで」

### 随筆・評論
- 『偽作家のリアル・ライフ』（講談社 1986年 のち文庫）
- 『語らず、歌え』（福武書店 1987年 のち文庫）
- 『愛のメエルシュトレエム 島田雅彦クロニクルズ1987-1991』（集英社 1991年）
- 『死んでも死にきれない王国から ある旅人のアフリカ日記』（主婦の友社 1992年）
- 『漱石を書く』（岩波新書 1993年）
- 『植民地のアリス』（朝日新聞社 1993年 のち文庫）
- 『彼岸先生の寝室哲学』（角川春樹事務所 1996年 のちハルキ文庫）
- 『ミス・サハラを探して チュニジア紀行』（ベストセラーズ 1998年）
- 『郊外の食卓』（筑摩書房 1998年）
- 『退廃礼讃』（読売新聞社 1998年）
- 『感情教育』（朝日出版社 2000年）
- 『ヒコクミン入門』（集英社文庫 2000年）
- 『楽しいナショナリズム』（毎日新聞社 2003年）
- 『食いものの恨み』（講談社 2004年 のち文庫）
- 『衣食足りて、住にかまける』（光文社 2004年）
- 『快楽急行』（朝日新聞社 2005年）
- 『妄想人生』（毎日新聞社 2005年）
- 『酒道入門』（角川oneテーマ21 2008年）
- 『島田教授の課外授業 悩める母親のために』（文化出版局 2009年）
- 『小説作法ABC』（新潮選書 2009年）
- 『徒然草 in USA 自壊するアメリカ 墜落する日本』（新潮新書、2009年）
- 『オペラ・シンドローム 愛と死の饗宴』（日本放送出版協会 NHKブックス 2009年）
- 『ひなびたごちそう』（ポプラ文庫、2010年）
- 『迷い婚と悟り婚』（PHP新書、2012年）
- 『優しいサヨクの復活』（PHP新書、2015年）
- 『筋金入りのヘタレになれ』（ベスト新書、2016年）
- 『深読み日本文学』（集英社インターナショナル、2017年）
- 『簡潔で心揺さぶる文章作法 SNS時代の自己表現レッスン』（KADOKAWA、2018年）
- 『空想居酒屋』（NHK出版新書、2021年）
- 『散歩哲学 よく歩き、よく考える』（ハヤカワ新書、2024年）

### 共編著
- 『中枢は末梢の奴隷 解剖学講義』（養老孟司 朝日出版社レクチャー・ブックス 1985年／「ネコのヒゲは脳である」と改題して復刊）
- 『汗のドレス』（唐十郎 河出書房新社 1986年）
- 『天使が通る』（浅田彰対談 新潮社、1988年 のち文庫）
- 『瞠目新聞』（編纂 毎日新聞社 1994年）
- 『茶の間の男 語り下ろしロング・インタビュー』（大辻都、星野智幸編 集英社 1996年）
- 『世紀末新マンザイ パンク右翼VS.サヨク青二才』（福田和也対談 文藝春秋、1998年）
- 『日本の名随筆 別巻 85 少年』（編纂 作品社 1998年）
- 『アジア自由旅行』（佐藤治彦共著 小学館 2001年）
- 『必読書150』（柄谷行人、浅田彰、岡崎乾二郎、奥泉光、島田雅彦、絓秀美、渡辺直己との共著 太田書店、2001年）
- 『無敵の一般教養』（編纂 メタローグ 2003年）
- 『おことば 戦後皇室語録』（編著 新潮社 2005年）
- 『一度死んでみますか? 漫談・メメントモリ』（しりあがり寿 PHP新書 2006年）
- 『クオリア再構築 常識の壁を突き抜け、遡る5つの対話』（茂木健一郎、集英社、2009年）

### 翻訳
- 『ルビコン・ビーチ』（スティーヴ・エリクソン 筑摩書房 1992年）
- 『大つごもり』現代語訳（樋口一葉 河出書房新社 1997年）
- 『好色一代男』（井原西鶴）
日本文学全集11（河出書房新社 2015年）
古典新訳コレクション（河出文庫 2023年）

### 戯曲
- 『ユラリウム』（河出書房新社、1988年 のち「ルナ」と併せて文庫）
- 『ルナ 輪廻転生の物語』 （蜷川幸雄演出ノートつき 河出書房新社、1990年）

### オペラ台本
- 「忠臣蔵」（三枝成彰作曲）
- 「ジュニア・バタフライ」（三枝成彰作曲） - 『蝶々夫人』の遺児、ベンジャミン・ピンカートン・ジュニア（ニックネーム・ジュニア・バタフライ）の母と死別してからの物語を太平洋戦争・長崎原爆をまじえて描いたオペラ。

## 出演

### 映画・ドラマ
- トパーズ（1992年）
- るにん（2005年）
- 東京の嘘（2007年）
- 風の外側（2007年）
- 東京公園（2011年）- 和服の酔客役
- ネオ・ウルトラQ（2013年1月 - 3月）- 屋島教授役

### テレビ番組
- 女傑の導き（BS11、2011年）
- にほん風景物語（BS朝日、2013年10月 - 2015年3月）- 旅人
- 新にほん風景遺産（BS朝日、2015年4月 - 不明）- 旅人
- タイプライターズ〜物書きの世界〜（フジテレビ、2020年2月22日）

### ウェブ番組
- デモクラシータイムス（YouTube、2022年6月4日）
- ビデオニュース・ドットコム（2022年8月27日）
- エアレボリューション（ニコニコ生放送[注 1]、2023年1月13日 - ）[16]

### ラジオ
- 大竹まこと ゴールデンラジオ!（文化放送、2022年10月14日）[17]

## 安倍晋三銃撃事件に関する発言
2022年10月19日、同年7月8日に発生した安倍晋三銃撃事件に関し、衆院第二議員会館での講演の際、「結果的に不幸なことながら暗殺が奇跡的に成功してしまったことにより、今まで隠ぺいされてきた不都合な真実が次々と露呈してしまい、自民党の屋台骨も揺らいでいるようだ」と発言。
2023年4月14日、事件に関して自身が出演するインターネット番組内にて、「こんな事を言うと顰蹙を買うかも知れないけど、今まで何ら一矢報いる事が出来なかったリベラル市民として言えば、せめて暗殺が成功して良かった」と発言した。